# 田口喜美子
田口 喜美子（旧姓・相良 静枝）（たぐち きみこ（さがら しずえ）、1907年（明治40年）- 1993年（平成5年））は、日本の通訳者。
父は大日本帝国陸軍の高級指揮官で、昭和の学校教育にも影響を与えた相良広一少将。兄は青山学院大学教授で英文学者の相良次郎。弟は戦後の日本に多くの洋書・外国雑誌を紹介した出版史研究者で紀伊国屋書店元重役取締役の相良広明。
工学博士の松田武彦は義弟。

## 来歴・人物
1907年（明治40年）東京に生まれる。軍人だった父の仕事の関係で、当時日本統治下だった朝鮮の京城府にて少女時代を過ごす。帰国後、女子英字塾（現在の津田塾大学）へ進学。
第二次世界大戦中は満州国長春市の東西万寿路大使館区にて通訳アテンド業務に携わった。
敗戦直後、満州にいた喜美子は私有財産含む全ての財産を中国共産党に没収される。復員船で日本に帰国し親戚をたより熊本へと移住。
敗戦した日本における戦争で父親を失った母子のあまりの多さにショックを受けた喜美子は、貧困から母子を救うには子供への教育が一番だと考え、熊本に英語塾を開き子供達に無償で英語を教え続けた。